# Rugea, Bihor
Rugea (maghiară Ruzsatag) este un sat în comuna Boianu Mare din județul Bihor, Crișana, România.

## Galerie de imagini

Rugea

 Acest articol despre o localitate din județul Bihor este deocamdată un ciot. Puteți ajuta Wikipedia prin completarea lui.